# Liste der Charaktere aus Riverdale
Diese Seite ist Übersicht aller Figuren aus der Fernsehserie Riverdale, die von 2017 bis 2023 erschien.

## Hintergrund
Die Charaktere basieren auf den Charaktere der Comic-Serie aus dem Archie-Universum. Die Serie spielt in der fiktiven Stadt Riverdale.

## Übersicht
| Schauspieler                | Charakter                    | Staffel         | Staffel         | Staffel         | Staffel         | Staffel         | Staffel         | Staffel         |                 |
| Schauspieler                | Charakter                    | 1               | 2               | 3               | 4               | 5               | 6               | 7               |                 |
| Hauptcharaktere             | Hauptcharaktere              | Hauptcharaktere | Hauptcharaktere | Hauptcharaktere | Hauptcharaktere | Hauptcharaktere | Hauptcharaktere | Hauptcharaktere | Hauptcharaktere |
| --------------------------- | ---------------------------- | --------------- | --------------- | --------------- | --------------- | --------------- | --------------- | --------------- | --------------- |
| KJ Apa                      | Archibald "Archie" Andrews   | Haupt           | Haupt           | Haupt           | Haupt           | Haupt           | Haupt           | Haupt           |                 |
| Lili Reinhart               | Elizabeth "Betty" Cooper     | Haupt           | Haupt           | Haupt           | Haupt           | Haupt           | Haupt           | Haupt           |                 |
| Camila Mendes               | Veronica Lodge               | Haupt           | Haupt           | Haupt           | Haupt           | Haupt           | Haupt           | Haupt           |                 |
| Cole Sprouse                | Forsythe "Jughead" Jones III | Haupt           | Haupt           | Haupt           | Haupt           | Haupt           | Haupt           | Haupt           |                 |
| Marisol Nichols             | Hermione Lodge               | Haupt           | Haupt           | Haupt           | Haupt           | Haupt           | Gast            | Gast            |                 |
| Madelaine Petsch            | Cheryl Blossom               | Haupt           | Haupt           | Haupt           | Haupt           | Haupt           | Haupt           | Haupt           |                 |
| Ashleigh Murray             | Josie McCoy                  | Haupt           | Haupt           | Haupt           | Haupt           | Gast            |                 | Gast            |                 |
| Mädchen Amick               | Alice Cooper                 | Haupt           | Haupt           | Haupt           | Haupt           | Haupt           | Haupt           | Haupt           |                 |
| Luke Perry                  | Fred Andrews                 | Haupt           | Haupt           | Haupt           |                 |                 |                 |                 |                 |
| Mark Consuelos              | Hiram Lodge                  |                 | Haupt           | Haupt           | Haupt           | Haupt           |                 |                 |                 |
| Casey Cott                  | Kevin Keller                 | Wiederkehrend   | Haupt           | Haupt           | Haupt           | Haupt           | Haupt           | Haupt           |                 |
| Skeet Ulrich                | F. P. Jones                  | Wiederkehrend   | Haupt           | Haupt           | Haupt           | Haupt           |                 |                 |                 |
| Charles Melton              | Reggie Mantle                | Wiederkehrend   | Wiederkehrend   | Haupt           | Haupt           | Haupt           | Haupt           | Haupt           |                 |
| Vanessa Morgan              | Toni Topaz                   |                 | Wiederkehrend   | Haupt           | Haupt           | Haupt           | Haupt           | Haupt           |                 |
| Drew Ray Tanner             | Fangs Fogarty                |                 | Wiederkehrend   | Wiederkehrend   | Wiederkehrend   | Haupt           | Haupt           | Haupt           |                 |
| Erinn Westbrook             | Tabitha Tate                 |                 |                 |                 |                 | Haupt           | Haupt           | Haupt           |                 |
| Wiederkehrende Charaktere   |                              |                 |                 |                 |                 |                 |                 |                 |                 |
| Martin Cummins              | Tom Keller                   | Wiederkehrend   | Wiederkehrend   | Wiederkehrend   | Wiederkehrend   | Wiederkehrend   | Wiederkehrend   | Wiederkehrend   |                 |
| Alvin Sanders               | Pop Tate                     | Wiederkehrend   | Wiederkehrend   | Wiederkehrend   | Wiederkehrend   | Wiederkehrend   | Wiederkehrend   | Wiederkehrend   |                 |
| Tiera Skovbye               | Polly Cooper                 | Wiederkehrend   | Wiederkehrend   | Wiederkehrend   | Wiederkehrend   | Wiederkehrend   | Wiederkehrend   | Gast            |                 |
| Molly Ringwald              | Mary Andrews                 | Wiederkehrend   | Wiederkehrend   | Wiederkehrend   | Wiederkehrend   | Wiederkehrend   | Gast            | Wiederkehrend   |                 |
| Nathalie Boltt              | Penelope Blossom             | Wiederkehrend   | Wiederkehrend   | Wiederkehrend   | Wiederkehrend   | Wiederkehrend   | Gast            | Wiederkehrend   |                 |
| Cody Kearsley               | Moose Mason                  | Wiederkehrend   | Wiederkehrend   | Wiederkehrend   | Wiederkehrend   | Gast            | Wiederkehrend   |                 |                 |
| Peter James Bryant          | Waldo Weatherbee             | Wiederkehrend   | Wiederkehrend   | Wiederkehrend   | Gast            | Wiederkehrend   | Wiederkehrend   | Gast            |                 |
| Lochlyn Munro               | Hal Cooper                   | Wiederkehrend   | Wiederkehrend   | Wiederkehrend   | Gast            | Gast            | Wiederkehrend   | Wiederkehrend   |                 |
| Robin Givens                | Sierra McCoy                 | Wiederkehrend   | Wiederkehrend   | Wiederkehrend   | Gast            | Gast            |                 |                 |                 |
| Shannon Purser              | Ethel Muggs                  | Wiederkehrend   | Wiederkehrend   | Wiederkehrend   | Gast            |                 | Gast            | Wiederkehrend   |                 |
| Major Curda                 | Dilton Doiley                | Wiederkehrend   | Wiederkehrend   | Gast            |                 |                 | Gast            | Wiederkehrend   |                 |
| Asha Bromfield              | Melody Valentine             | Wiederkehrend   | Wiederkehrend   |                 |                 | Gast            |                 |                 |                 |
| Hayley Law                  | Valerie Brown                | Wiederkehrend   | Wiederkehrend   |                 |                 | Gast            |                 |                 |                 |
| Jordan Calloway             | Chuck Clayton                | Wiederkehrend   | Wiederkehrend   |                 |                 |                 |                 |                 |                 |
| Trevor Stines               | Jason Blossom                | Wiederkehrend   | Gast            | Gast            | Wiederkehrend   | Gast            | Wiederkehrend   | Gast            |                 |
| Tom McBeath                 | Smithers                     | Wiederkehrend   | Gast            | Gast            | Gast            | Wiederkehrend   | Gast            | Wiederkehrend   |                 |
| Barclay Hope                | Clifford Blossom             | Wiederkehrend   | Gast            |                 | Gast            |                 | Gast            | Wiederkehrend   |                 |
| Barclay Hope                | Claudius Blossom             |                 | Wiederkehrend   | Gast            |                 |                 |                 |                 |                 |
| Rob Raco                    | Joaquin DeSantos             | Wiederkehrend   | Gast            | Wiederkehrend   |                 |                 |                 |                 |                 |
| Colin Lawrence              | Floyd Clayton                | Wiederkehrend   | Gast            |                 | Gast            |                 |                 |                 |                 |
| Sarah Habel                 | Geraldine Grundy             | Wiederkehrend   | Gast            |                 |                 |                 | Gast            | Wiederkehrend   |                 |
| Caitlin Mitchell-Markovitch | Ginger Lopez                 | Wiederkehrend   |                 |                 |                 |                 |                 |                 |                 |
| Olivia Ryan Stern           | Tina Patel                   | Wiederkehrend   |                 |                 |                 |                 |                 |                 |                 |
| Barbara Wallace             | Rose Blossom                 | Gast            | Wiederkehrend   | Wiederkehrend   | Wiederkehrend   | Wiederkehrend   | Wiederkehrend   | Wiederkehrend   |                 |
| Moses Thiessen              | Ben Button                   | Gast            | Wiederkehrend   | Gast            | Gast            |                 | Gast            | Wiederkehrend   |                 |
| Scott McNeil                | Tall Boy                     | Gast            | Wiederkehrend   | Gast            |                 |                 |                 |                 |                 |
| Jordan Connor               | Sweet Pea                    |                 | Wiederkehrend   | Wiederkehrend   | Gast            | Wiederkehrend   |                 |                 |                 |
| Beverley Breuer             | Sister Woodhouse             |                 | Wiederkehrend   | Wiederkehrend   |                 |                 |                 | Gast            |                 |
| Brit Morgan                 | Penny Peabody                |                 | Wiederkehrend   | Wiederkehrend   |                 |                 |                 |                 |                 |
| Henderson Wade              | Michael Minetta              |                 | Wiederkehrend   | Wiederkehrend   |                 |                 |                 |                 |                 |
| Hart Denton                 | Chic                         |                 | Wiederkehrend   | Gast            | Gast            | Gast            |                 |                 |                 |
| Emilija Baranac             | Midge Klump                  |                 | Wiederkehrend   | Gast            |                 |                 |                 |                 |                 |
| Abby Ross                   | Midge Klump                  |                 |                 |                 |                 |                 |                 | Wiederkehrend   |                 |
| Graham Phillips             | Nick St. Clair               |                 | Wiederkehrend   |                 | Gast            |                 | Gast            |                 |                 |
| Tommy Martinez              | Malachai                     |                 | Wiederkehrend   | Gast            |                 |                 |                 |                 |                 |
| Stephan Miers               | Andre                        |                 | Wiederkehrend   |                 |                 |                 |                 |                 |                 |
| Cameron McDonald            | Joseph Svenson               |                 | Wiederkehrend   |                 |                 |                 |                 |                 |                 |
| John Behlmann               | Arthur Adams                 |                 | Wiederkehrend   |                 |                 |                 |                 |                 |                 |
| Julian Haig                 | Elio Grande                  |                 | Gast            | Wiederkehrend   |                 |                 |                 |                 |                 |
| Trinity Likins              | Jellybean Jones              |                 |                 | Wiederkehrend   | Wiederkehrend   | Wiederkehrend   |                 |                 |                 |
| Zoé De Grand Maison         | Evelyn Evernever             |                 |                 | Wiederkehrend   | Wiederkehrend   |                 |                 | Wiederkehrend   |                 |
| Brittany Willacy            | Laura                        |                 |                 | Wiederkehrend   | Wiederkehrend   |                 |                 |                 |                 |
| Eli Goree                   | Munroe "Mad Dog" Moore       |                 |                 | Wiederkehrend   | Wiederkehrend   |                 |                 |                 |                 |
| Nikolai Witschl             | Dr. Curdle Jr.               |                 |                 | Wiederkehrend   | Gast            | Wiederkehrend   | Wiederkehrend   | Gast            |                 |
| Bernadette Beck             | Peaches 'N Cream             |                 |                 | Wiederkehrend   | Gast            | Gast            |                 |                 |                 |
| Chad Michael Murray         | Edgar Evernever              |                 |                 | Wiederkehrend   | Gast            |                 |                 |                 |                 |
| Gina Gershon                | Gladys Jones                 |                 |                 | Wiederkehrend   |                 |                 |                 |                 |                 |
| William MacDonald           | Warden Norton                |                 |                 | Wiederkehrend   |                 |                 |                 |                 |                 |
| Link Baker                  | Captain Golightly            |                 |                 | Wiederkehrend   |                 |                 |                 |                 |                 |
| Jonathan Whitesell          | Kurtz                        |                 |                 | Wiederkehrend   |                 |                 |                 |                 |                 |
| Nico Bustamante             | Ricky DeSantos               |                 |                 | Wiederkehrend   |                 |                 |                 |                 |                 |
| Ryan Robbins                | Frank Andrews                |                 |                 |                 | Wiederkehrend   | Wiederkehrend   | Wiederkehrend   | Wiederkehrend   |                 |
| Marion Eisman               | Doris Bell                   | Gast            | Gast            | Gast            | Wiederkehrend   | Wiederkehrend   | Gast            | Gast            |                 |
| Wyatt Nash                  | Charles Smith                |                 |                 | Gast            | Wiederkehrend   | Wiederkehrend   | Gast            |                 |                 |
| Mishel Prada                | Hermosa Lodge                |                 |                 |                 | Wiederkehrend   | Gast            | Gast            |                 |                 |
| Sean Depner                 | Bret Weston Wallis           |                 |                 |                 | Wiederkehrend   | Gast            |                 | Gast            |                 |
| Sarah Desjardins            | Donna Sweett                 |                 |                 |                 | Wiederkehrend   | Gast            |                 |                 |                 |
| Juan Riedinger              | Dodger Dickenson             |                 |                 |                 | Wiederkehrend   | Gast            |                 |                 |                 |
| Sam Witwer                  | Mr. Chipping                 |                 |                 |                 | Wiederkehrend   |                 |                 |                 |                 |
| Alex Barima                 | Johnathan                    |                 |                 |                 | Wiederkehrend   |                 |                 |                 |                 |
| Doralynn Mui                | Joan Berkeley                |                 |                 |                 | Wiederkehrend   |                 |                 |                 |                 |
| Kerr Smith                  | Mr. Honey                    |                 |                 |                 | Wiederkehrend   |                 |                 |                 |                 |
| Malcolm Stewart             | Francis Dupont               |                 |                 |                 | Wiederkehrend   |                 |                 |                 |                 |
| Malcolm Stewart             | Fredreich Werthers           |                 |                 |                 |                 |                 |                 | Wiederkehrend   |                 |
| Greyston Holt               | Glen Scot                    |                 |                 |                 |                 | Wiederkehrend   | Wiederkehrend   | Gast            |                 |
| Kyra Leroux                 | Britta Beach                 |                 |                 |                 |                 | Wiederkehrend   | Wiederkehrend   |                 |                 |
| Alix West Lefler            | Juniper Cooper               |                 |                 |                 |                 | Wiederkehrend   | Wiederkehrend   |                 |                 |
| Bentley Storteboom          | Dagwood Cooper               |                 |                 |                 |                 | Wiederkehrend   | Wiederkehrend   |                 |                 |
| Sommer Carbuccia            | Eric Jackson                 |                 |                 |                 |                 | Wiederkehrend   |                 |                 |                 |
| Chris Mason                 | Chad Gekko                   |                 |                 |                 |                 | Wiederkehrend   |                 |                 |                 |
| Adeline Rudolph             | Minerva Marble               |                 |                 |                 |                 | Wiederkehrend   |                 |                 |                 |
| Phoebe Miu                  | Jessica                      |                 |                 |                 |                 | Wiederkehrend   |                 |                 |                 |
| John Prowse                 | Old Man Dreyfus              |                 |                 |                 |                 | Wiederkehrend   |                 |                 |                 |
| Alaina Huffman              | Twyla Twist                  |                 |                 |                 |                 |                 | Wiederkehrend   | Wiederkehrend   |                 |
| Alison Araya                | Ms. Weiss                    | Gast            | Gast            | Gast            | Gast            | Gast            | Wiederkehrend   |                 |                 |
| Matthew Yang King           | Marty Mantle                 |                 |                 | Gast            | Gast            | Gast            | Wiederkehrend   |                 |                 |
| Andres Soto                 | Carlos                       |                 |                 |                 | Gast            |                 | Wiederkehrend   |                 |                 |
| Christopher O'Shea          | Percival Pickins             |                 |                 |                 |                 |                 | Wiederkehrend   |                 |                 |
| Quinnie Vu                  | Agent Marsha Lin             |                 |                 |                 |                 |                 | Wiederkehrend   |                 |                 |
| Ricardo Hoyos               | Heraldo                      |                 |                 |                 |                 |                 | Wiederkehrend   |                 |                 |
| Caroline Day                | Heather                      |                 |                 |                 |                 |                 | Wiederkehrend   |                 |                 |
| Sophia Tatum                | Agent Drake                  |                 |                 |                 |                 |                 | Wiederkehrend   |                 |                 |
| Douglas Chapman             | Trash Bag Killer / Dennis    |                 |                 |                 |                 |                 | Wiederkehrend   |                 |                 |
| Oliver Rice                 | Lou Cypher                   |                 |                 |                 |                 |                 | Wiederkehrend   |                 |                 |
| Will Jackson                | Anthony Fogarty              |                 |                 |                 |                 |                 | Wiederkehrend   |                 |                 |
| Nicholas Barasch            | Julian Blossom               |                 |                 |                 |                 |                 |                 | Wiederkehrend   |                 |
| Karl Walcott                | Clay Walker                  |                 |                 |                 |                 |                 |                 | Wiederkehrend   |                 |
| Gastcharaktere              |                              |                 |                 |                 |                 |                 |                 |                 |                 |
| Bruce Blain                 | Vic                          | Gast            | Gast            | Gast            | Gast            |                 |                 |                 |                 |
| Arabella Bushnell           | Aunt Cricket                 | Gast            | Gast            |                 | Gast            | Gast            |                 |                 |                 |
| Alex Zahara                 | Uncle Bedford                | Gast            | Gast            |                 | Gast            |                 |                 |                 |                 |
| Mackenzie Gray              | Dr. Curdle                   | Gast            | Gast            |                 |                 |                 |                 |                 |                 |
| Reese Alexander             | Myles McCoy                  | Gast            |                 | Gast            |                 | Gast            |                 |                 |                 |
| Sam Spear                   | Deputy                       | Gast            |                 | Gast            |                 |                 |                 |                 |                 |
| Sheila Tyson                | Delores                      |                 | Gast            | Gast            | Gast            | Gast            |                 |                 |                 |
| Chris Britton               | Judge Britton                |                 | Gast            | Gast            | Gast            |                 |                 |                 |                 |
| Azura Skye                  | Darla Dickeson               |                 | Gast            |                 | Gast            | Gast            | Gast            |                 |                 |
| Luvia Petersen              | Brooke                       |                 |                 | Gast            | Gast            | Gast            |                 | Gast            |                 |
| Fred Henderson              | Governor Dooley              |                 |                 | Gast            | Gast            | Gast            |                 |                 |                 |
| Kett Turton                 | David                        |                 |                 |                 | Gast            | Gast            |                 |                 |                 |
| Lucy Hale                   | Katy Keene                   |                 |                 |                 | Gast            | Gast            |                 |                 |                 |
| Blake Stadel                | George Augustine             |                 |                 |                 | Gast            | Gast            |                 |                 |                 |
| Shannen Doherty             | Stranded Motorist            |                 |                 |                 | Gast            |                 |                 |                 |                 |
| Ty Wood                     | Billy Marlin                 |                 |                 |                 | Gast            |                 |                 |                 |                 |
| Timothy Webber              | Forsythe Pendleton Jones I   |                 |                 |                 | Gast            |                 |                 |                 |                 |
| Zane Holtz                  | K.O. Kelly                   |                 |                 |                 |                 | Gast            | Gast            |                 |                 |
| Camille Hyde                | Alexandra "Xandra" Cabot     |                 |                 |                 |                 | Gast            | Gast            |                 |                 |
| Ryan Faucett                | Bernardo Bixby               |                 |                 |                 |                 | Gast            |                 |                 |                 |
| Kiernan Shipka              | Sabrina Spellman             |                 |                 |                 |                 |                 | Gast            |                 |                 |

## Hauptfiguren

### Archie Andrews

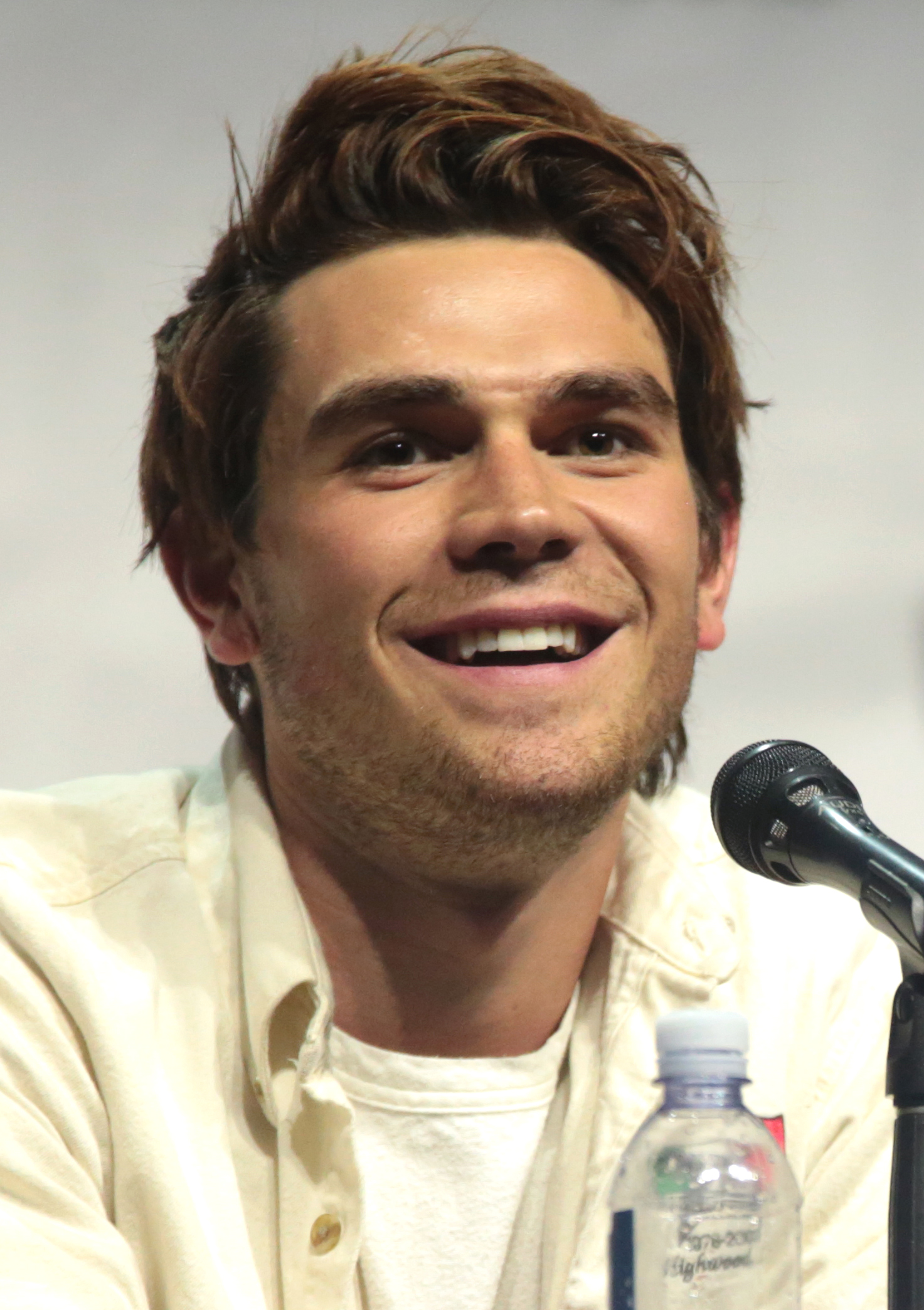
KJ Apa

Archibald „Archie“ Andrews (gespielt von KJ Apa) ist ein zerrissener Teenager. Er besucht die Highschool im zweiten Jahr, ist sportlich und muss nun mit der neu gewonnenen Aufmerksamkeit seiner Mitschüler klarkommen. Gegen den Willen seines Vaters und seines Footballtrainers versucht er, sein Sozialleben mit seiner Leidenschaft für das Schreiben und Musizieren in Einklang zu bringen.
In der ersten Staffel drehen sich Archies Handlungen um eine heimliche Liebesaffäre mit seiner Lehrerin, Mrs. Grundy. Er muss sich zwischen Musik und Football entscheiden, aber auch das Familienunternehmen retten. Er wird von Veronica Lodge geliebt. In der zweiten Staffel wird er mit einem Schuss auf seinen Vaters konfrontiert und gründet daher den „Roten Kreises“, um Riverdale vor Black Hood zu schützen. Schließlich wendet er sich an Betty, um ihn zu töten. Später muss er sich der Mafia der Familie Lodge anschließen, damit Hiram Lodge seine Beziehung mit Veronica erlaubt, aber alles endet schlecht und Archie wird des Mordes beschuldigt. In Staffel 3 wird er wegen Mordes vor Gericht gestellt und in das Jugendgefängnis Leopord gebracht, wo er von seinen Freunden gerettet wird und Riverdale vorübergehend verlassen muss. Schließlich kehrt er zurück, beginnt eine romantische Beziehung mit Josie McCoy und konzentriert sich wieder auf seine Musik, wird jedoch in das Spiel „Griffins and Gargoyles“ verwickelt, in dem er „The Red Paladin“ ist. Andere Mitspieler wollen ihn daher ermorden. Er kämpft jedoch um sein Leben und schafft es zu überleben. Später eröffnet er das Boxstudio „El Royale Fight Club“, um Boxer zu werden. In Staffel 4 erlebt er großen Schmerz über den Tod seines Vaters, während „der Autor“ Riverdale beobachtet, weil sein Onkel Frank in die Stadt kommt. Archie ist an der Vertuschung von „Jugheads Tod“ beteiligt. Seine Rolle besteht darin, Betty zu schützen und eine falsche Liebesbeziehung eingeht mit ihr, was jedoch alte Gefühle beider weckt und zu einer Annäherung zwischen ihnen führt. In Staffel 5 macht er seinen Abschluss, meldet sich bei der Armee und kehrt nach 5 Jahren nach Riverdale zurück, um die Stadt wiederzubeleben und aus den Händen von Hiram Lodge zu retten. Dabei beginnt er eine Beziehung mit Betty. Hiram platziert eine Bombe unter ihren Betten, die kurz darauf explodiert.
In Staffel 6 schickt die Bombe sie in eine alternative Zeitlinie, in der sie über Kräfte verfügen. Archie wird zum stärkstem Mann der Welt und ist unzerstörbar, während er sich darauf konzentriert, mit Betty eine Familie zu gründen. Percival ermordet ihn zusammen mit anderen, doch Cheryl (jetzt eine Hexe) schafft es, ihn wiederzubeleben, und zusammen mit der Gang erledigen sie ihn. Er macht Betty schließlich einen Heiratsantrag.
In Staffel 7 wird er ins Jahr 1955 geschickt, um Baileys Kometen zu überleben, kann sich jedoch nicht an seine früheren Leben erinnern. Dort trifft er Veronica wieder, in die er sich verliebt, geht dann mit Cheryl aus und knüpft eine enge Freundschaft mit Reggie und Kevin. Nun kann er sich an sein altes Leben wieder erinnern. Jahre später enthüllt die 86-jährige Betty, dass sie zusammen mit Jughead und Veronica beschlossen haben, all ihre Gefühle zu erforschen. Anschließend zog Archie mit seinem Bauteam nach Los Angeles, wo er Bauunternehmer und Hobbyautor wurde. Er kehrte nie nach Riverdale zurück, da er in der Stadt eine Frau traf, in die er sich verliebte und mit der er eine Familie gründete. Als er starb, bat er darum, neben seinem Vater in seiner Heimatstadt begraben zu werden.

### Betty Cooper

Lili Reinhart

Elizabeth „Betty“ Cooper (gespielt von Lili Reinhart) ist nett und fleißig. Sie will es allen Recht machen. Sie ist in ihren langjährigen besten Freund Archie verliebt. Sie hat es satt, die perfekte Tochter, Schülerin undSchwester sein zu müssen und wendet sich an ihre neue Freundin Veronica, um dieses Verhalten zu ändern, sehr zum Entsetzen ihrer emotional labilen Mutter. 
In der ersten Staffel will sie ihre Liebesgefühle für Archie nicht länger unterdrücken und gleichzeitig will sie versuchen, die Zeitung der Riverdale High School, The Blue and Gold, wiederzubeleben. Auf der anderen Seite untersucht und löst sie Jason Blossoms Fall, das Verschwinden von Polly Cooper und die Geheimnisse von Miss Grundy: Situationen, die sie direkt mit Jughead verbinden. Dabei entwickelt sie Gefühle für ihn. In Staffel 2 wird sie nach der Ankunft von Black Hood zu seinem Verbindungsmann und Hauptopfer, das verfolgt wird. Sie möchte alles tun, um das Problem zu lösen. Außerdem wird sie Mitglied der Sergants. Sie tut sich mit Archie zusammen, um Black Hood zu besiegen. Außerdem muss sie sich mit dem Auftauchen von Chic auseinandersetzen, ihrem vermeintlichen Halbbruder. Sie findet heraus, dass sein Vater Black Hood ist und schafft es, ihn aufzuhalten. In Staffel 3 beteiligt sie sich an der Rettung von Archie, untersucht dann das von König Gargoyle angeführte Selbstmordspiel und rettet sich vor den Schwestern der stillen Gande. Dort findet sie heraus, dass König Gargoyle Chic ist.

### Veronica Lodge

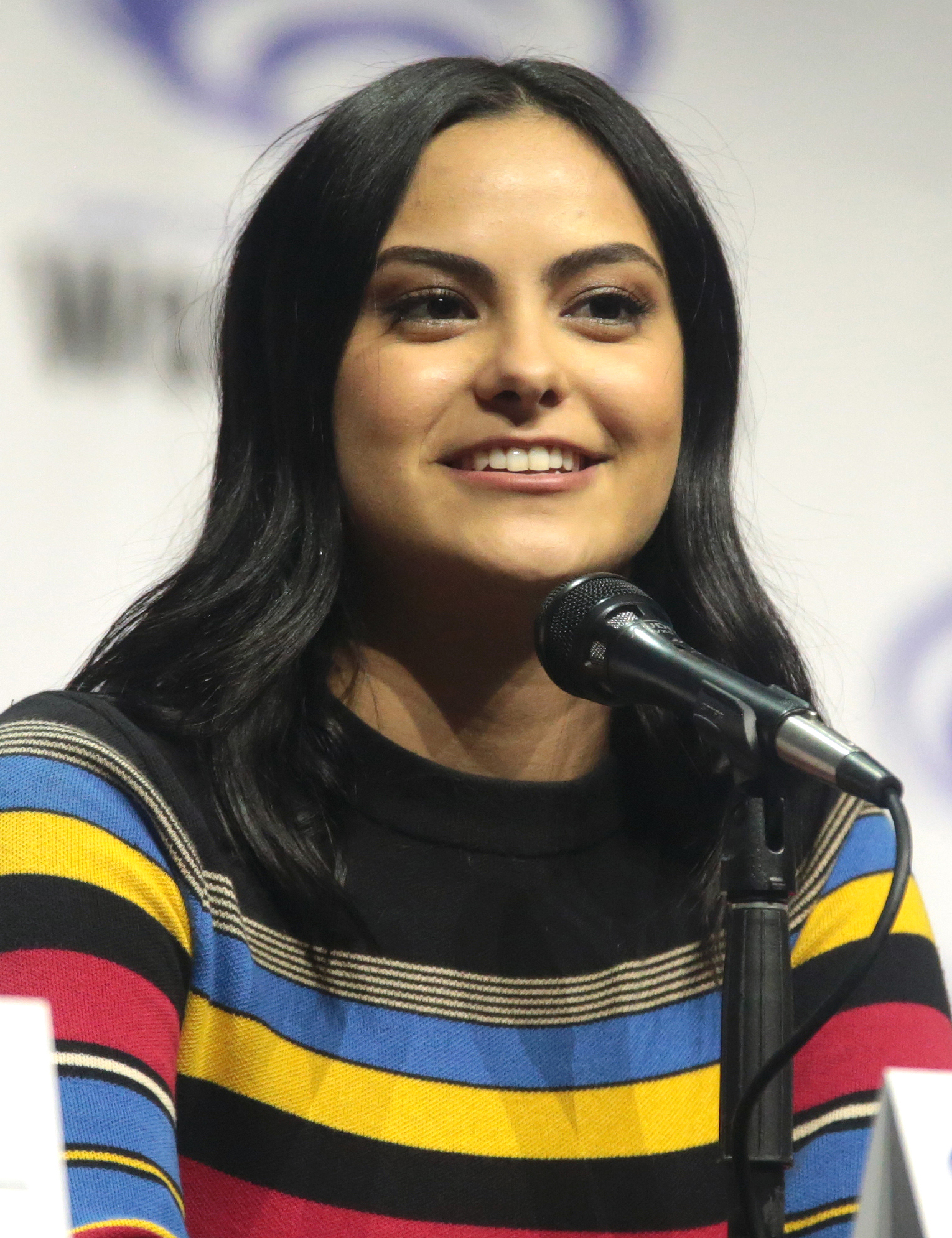
Camila Mendes

Veronica Cecilia Lodge (Luna) (dargestellt von Camila Mendes) ist die Tochter von Hiram und Hermione Lodge. Sie ist die Freundin von Archie Andrews und die Ex-Freundin von Reggie Mantle und Ehefrau von Reggie Mantle (in der alternativen Zeitlinie Rivervale).
Veronica ist Schülerin der Riverdale High School. Außerdem ist sie Mitglied der River Vixens und von Josie and the Pussycats. Aufgrund der Verhaftung und anschließenden Inhaftierung ihres Vaters zog sie von New York in die Heimatstadt ihrer Mutter, Riverdale. Sie kommt nach Riverdale, um neu anzufangen und ihre problematische Vergangenheit hinter sich zu lassen. Während ihres Aufenthalts in New York war Veronica sehr reich, beliebt und lebte elegant. Sie war aber auch eine Tyrannin und eine Mobberin. Nach der Verhaftung ihres Vaters sind sie und ihre Mutter Hermine gezwungen, aus New York City zu fliehen und nach Riverdale zu ziehen. Sie versucht die Wahrheit hinter den Absichten ihres Vaters herauszufinden, da sie Angst davor hat, was passieren wird, wenn er aus dem Gefängnis entlassen wird und wieder zu ihnen nach Hause kommt. Gleichzeitig versucht sie, sich zu einem besseren Menschen zu entwickeln. Sie freundet sich schließlich mit allen Hauptfiguren an, darunter Betty Cooper, Jughead Jones, Josie McCoy, Cheryl Blossom und Kevin Keller. Sie wird die Freundin von Archie Andrews und später die Freundin von Reggie Mantle. In Staffel 2 wird Veronicas Vater Hiram aus dem Gefängnis entlassen und zieht zurück nach Riverdale, um sich der Familie Hermine und Veronica anzuschließen. Nach Hirams Entlassung steigt Veronica in das Geschäft der Familie Lodge ein. Mit der Zeit wendet sie sich jedoch gegen ihren Vater und erkennt schließlich, was für ein schrecklicher Mensch er ist, obwohl sie die ganze Zeit blindes Vertrauen in ihn hatte. Sie ist nun eine Gegnerin ihres Vaters und hat den Großteil der dritten Staffel damit verbracht, ihren Vater zu Fall zu bringen und ihn erfolgreich für alle Verbrechen, die er in Riverdale begangen hat, ins Gefängnis bringen zu lassen. Obwohl man glaubt, sie sei das einzige Kind ihres Vaters Hiram, wird später enthüllt, dass sie eine ältere Halbschwester väterlicherseits namens Hermosa Lodge hat, die in der vierten Staffel zum ersten Mal auftritt.

### Jughead Jones

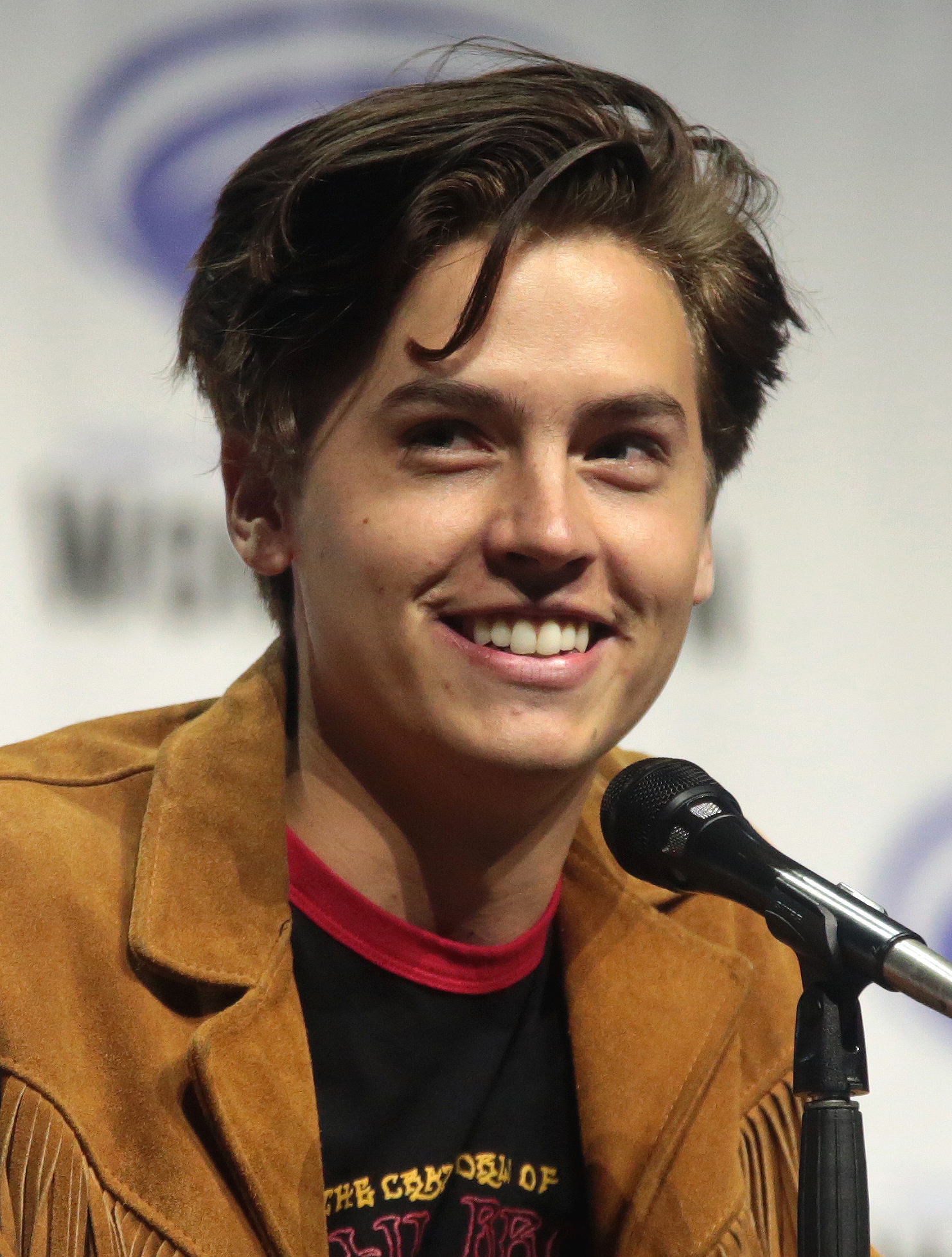
Cole Sprouse

Forsythe Pendleton „Jughead“ Jones III (dargestellt von Cole Sprouse) ist der Sohn von FP und Gladys Jones, Halbbruder von Charles Smith, älterer Bruder von Jellybean Jones und der Freund von Betty Cooper. 
Jughead war im zweiten Jahr an der Riverdale High School, begann zusammen mit Betty Cooper den Mord an Jason Blossom zu untersuchen und wurde später ihr Freund, aber nach der Verhaftung seines Vaters, F.P. Jones, dem Anführer der Southside Serpents, kam er in eine Pflegefamilie und musste an die Southside High wechseln. Während seiner Zeit an dieser High School, die von Gangs und Drogen geprägt ist, gründete er die Schülerzeitung The Red and Black neu und war dort Redakteur, zusammen mit Toni Topaz, der Fotografin der Zeitung, und Robert Phillips, einem Lehrer. Nach der Schließung der Southside High kehrte Jughead jedoch an die Riverdale High zurück. Er ist ein enger Freund von Archie Andrews und Betty Cooper. Außerdem ist er Mitglied der Southside Serpents, denen er nach der Verhaftung seines Vaters beitrat, obwohl ihm davon abgeraten wurde.

### Cheryl Blossom

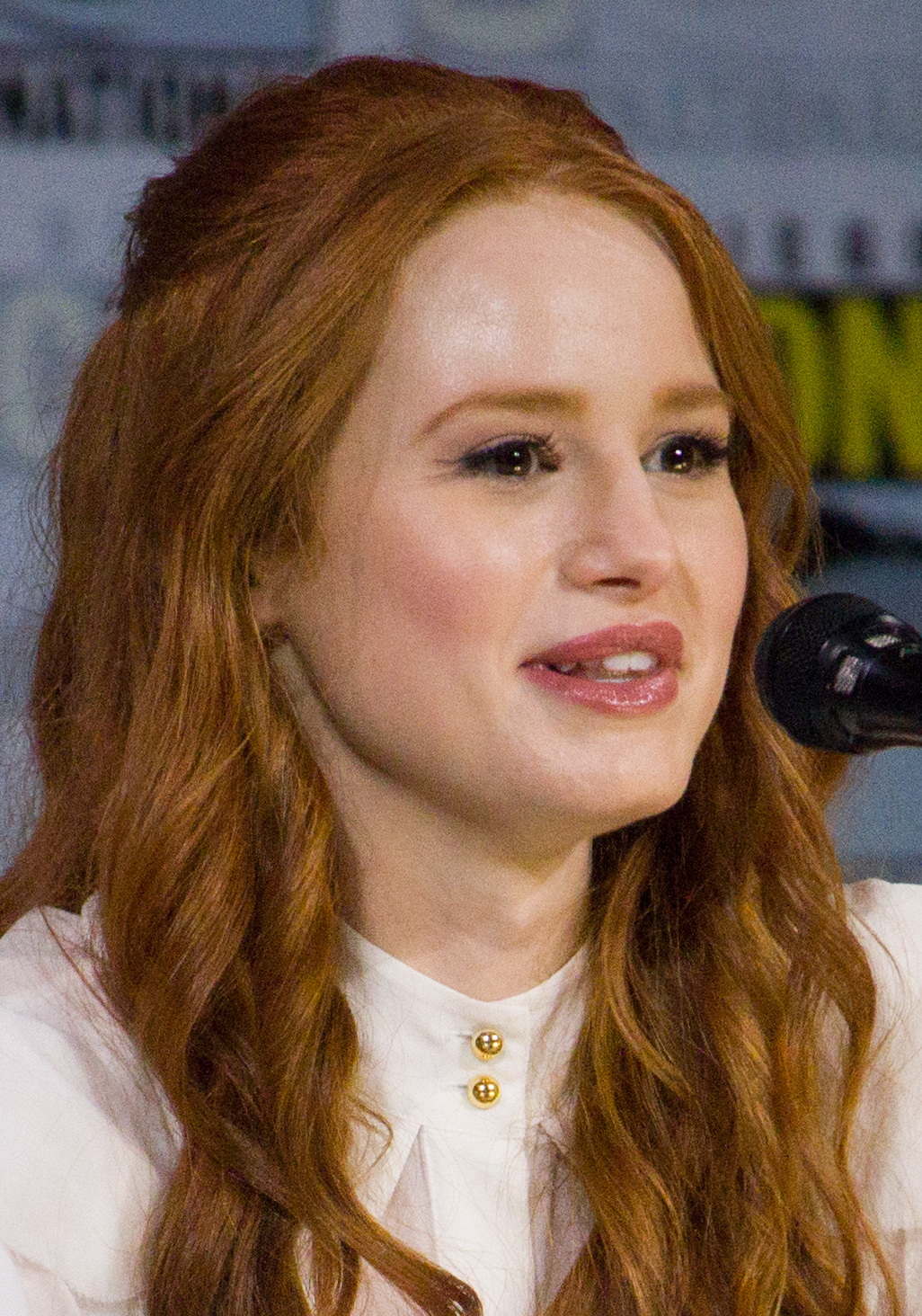
Madelaine Petsch

Cheryl Marjorie Blossom (dargestellt von Madelaine Petsch) ist die Tochter von Clifford und Penelope Blossom, die Zwillingsschwester von Jason Blossom und die Tante der Zwillingsbabys von Jason und Polly. Sie heiratet schließlich Toni Topaz und hat mit ihr einen Sohn.
Cheryl ist eine beliebte Schülerin an der Riverdale High School, Cheerleader-Chef der River Vixens und die selbsternannte Queen Bee. Ihr Leben wird völlig auf den Kopf gestellt, als ihr Zwillingsbruder Jason ermordet wird und die Ermittlungen die Geheimnisse ihrer Familie ans Licht bringen, darunter auch ihr Drogengeschäft, das ihren Vater schließlich dazu brachte, Jason zu töten. Cheryl gibt sich tapfer und verhält sich eiskalt, um zu verbergen, dass ihre Eltern sie misshandeln. Diese Haltung taut jedoch im Laufe der Serie auf, als sie sich von ihrer Mutter löst und zu sich selbst findet. In Staffel 2 wird enthüllt, dass Cheryl lesbisch ist und dass ihre Mutter ihr schon in jungen Jahren sagte, ihre Gefühle seien abartig. Sie lernt Toni Topaz kennen, die ihr versichert, dass an ihrer Sexualität nichts auszusetzen sei. Die beiden gehen miteinander aus und leben bis zum Schulabschluss zusammen. Dann trennen sie sich, weil Cheryl das Gefühl hat, für die vielen Sünden ihrer Familie büßen zu müssen.
In Staffel 5 verbringt Cheryl die sieben Jahre nach ihrem Schulabschluss zurückgezogen in der Villa ihrer Familie, Thornhill, weil sie glaubt, verflucht zu sein. Toni lockt sie schließlich in die Schule, und obwohl die beiden immer noch Gefühle füreinander haben, trennen sie sich aufgrund von zu viel Missverständnissen und Dramen. Stattdessen schließt sich Cheryl ihrer Mutter an, die Priesterin wurde, und findet in der Anbetung der Elemente einen Sinn im Leben. In Staffel 6 erfährt Cheryl, dass sie eine Hexe ist und entwickelt die Kraft der Pyrokinese. Sie trifft wieder ihre Jugendliebe Heather, die ihr hilft, ihre neuen Fähigkeiten zu entwickeln und zu verstehen. Im Gegenzug kann Cheryl all ihren Freunden helfen, wenn diese zu ihr kommen und Hilfe mit ihren neuen Kräften suchen. Am Ende der Staffel erzählt Heather ihr, dass sie und Toni Seelenverwandte sind und das Schicksal sie dazu bestimmt hat, zusammen zu sein.
In Staffel 7 wird Cheryl, nachdem es ihr nicht gelungen ist, einen Kometen zu zerstören, ins Jahr 1955 zurückgeschickt, wo sie wieder ein Teenager ohne Erinnerungen an ihr altes Leben ist. Sie lebt wieder zu Hause bei ihren gewalttätigen Eltern, ihr Zwillingsbruder lebt, heißt jetzt aber Julian Blossom, und sie hat sich wieder nicht geoutet. Um ihre Sexualität zu verbergen, versucht sie für kurze Zeit, mit Archie auszugehen, aber sie kann ihre Gefühle für Toni nicht lange leugnen, und schließlich beginnen die beiden wieder miteinander auszugehen. Cheryl verbringt einen Großteil der Staffel damit, gegen Homophobie, Rassismus und andere Ungerechtigkeiten der Zeit anzukämpfen, während sie mit Jugheads Hilfe ihre Eltern als russische Spione entlarvt. Cheryl erlangt schließlich ihre Erinnerungen an die Zukunft zurück, muss aber in der Vergangenheit bleiben. Schließlich zieht sie mit Toni nach Kalifornien, wo sie eine erfolgreiche Malerin und Aktivistin ist. Sie heiraten und bekommen einen Sohn namens Dale. Sie stirbt friedlich, nachdem sie ein erfülltes Leben gelebt hat.

### Hermine Lodge

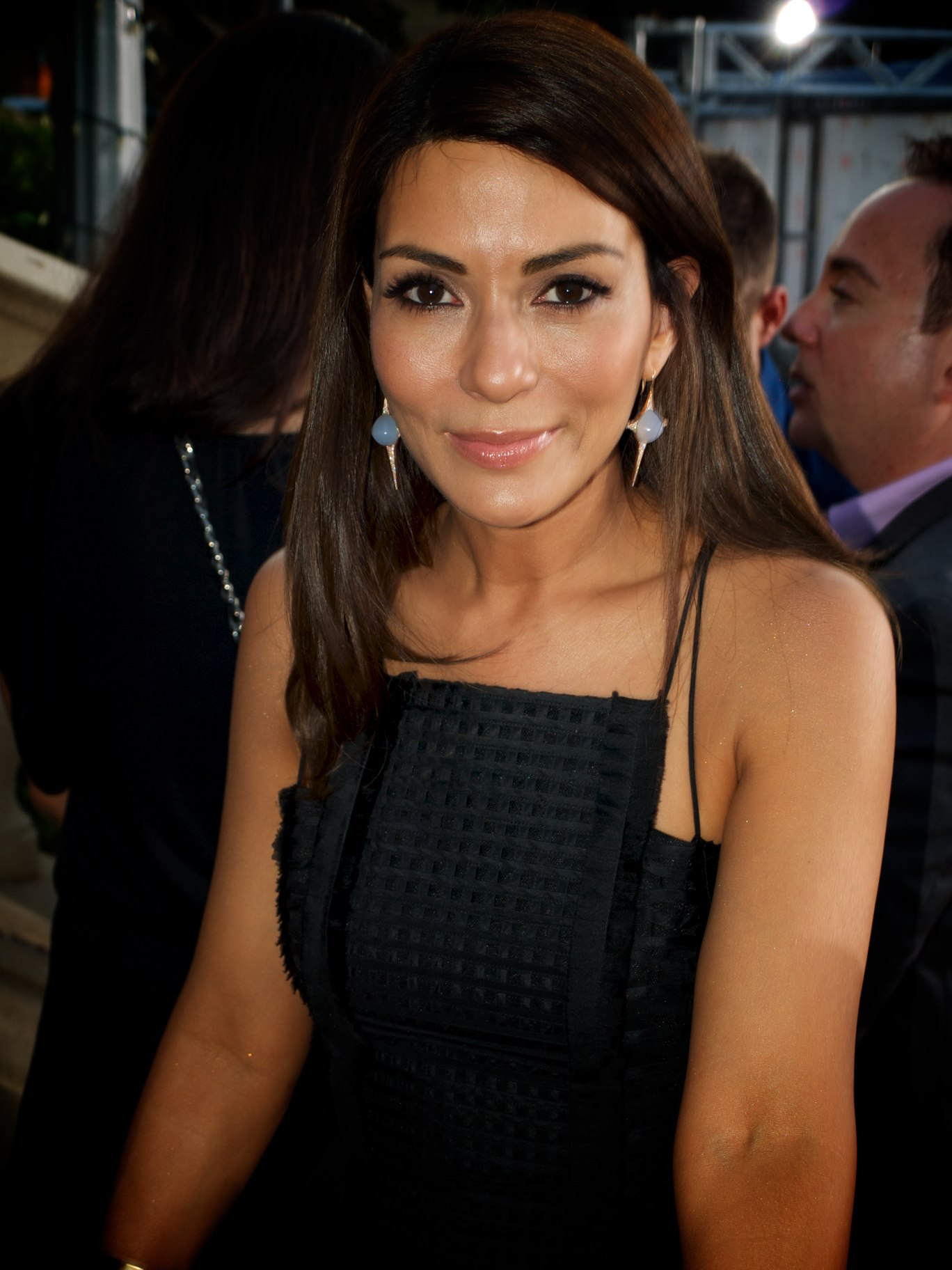
Marisol Nichols

Hermione Apollonia Lodge (geb. Gomez) (dargestellt von Marisol Nichols) ist die Ex-Frau von Hiram Lodge und die Mutter von Veronica Lodge. 
Hermine wuchs in Riverdale auf und stammte aus einer armen Latino-Familie der Arbeiterklasse. Während dieser Zeit war sie mit Fred Andrews zusammen. Sie fühlte sich jedoch zu Hiram Lodge hingezogen, dem wohlhabenden Jungen, mit dem ihre Mutter nicht einverstanden war, weil sie ihn trotz seines Reichtums, das er durch Drogen erhalten hatte, für einen Versager und nicht anständig genug für ihre Tochter hielt. In der Highschool geriet Hermine in eine Dreiecksbeziehung mit Fred und Hiram, entschied sich aber schließlich für Hiram statt Fred. Während ihrer Highschool-Zeit arbeitete Hermine in lokalen Geschäften wie Bijou und Spiffany's. In ihrer Jugend haben manche Hermine als gemeines Mädchen beschrieben, doch Rückblenden deuten darauf hin, dass sie ein rebellisches katholisches Mädchen war, das eine Brille und eine Schuluniform trug. Nach der Trennung von Fred heiratete sie Hiram Lodge und die beiden zogen nach New York City. Zusammen bekamen sie eine Tochter, Veronica. Nachdem Hiram wegen Betrugs und Unterschlagung verhaftet wurde, flohen Hermine und Veronica aus New York City und zogen zurück nach Riverdale. Nach dem Skandal blieb nur das luxuriöse Apartmentgebäude Pembrooke, in dem sie mit ihrem Mann und ihrer Tochter wohnt, erhalten, da es auf Hermines Namen gekauft wurde. In Staffel 2 kandidiert Hermine für das Amt des Bürgermeisters von Riverdale. Sie gewinnt die Wahl knapp vor Fred Andrews. Ab Staffel 2 ist sie die aktuelle Bürgermeisterin von Riverdale. In Staffel 3 ernennt Hermine F.P. Jones zum Sheriff von Riverdale, nachdem sie F.P. Jones beauftragt hatte, Hiram zu erschießen.

### Josie McCoy

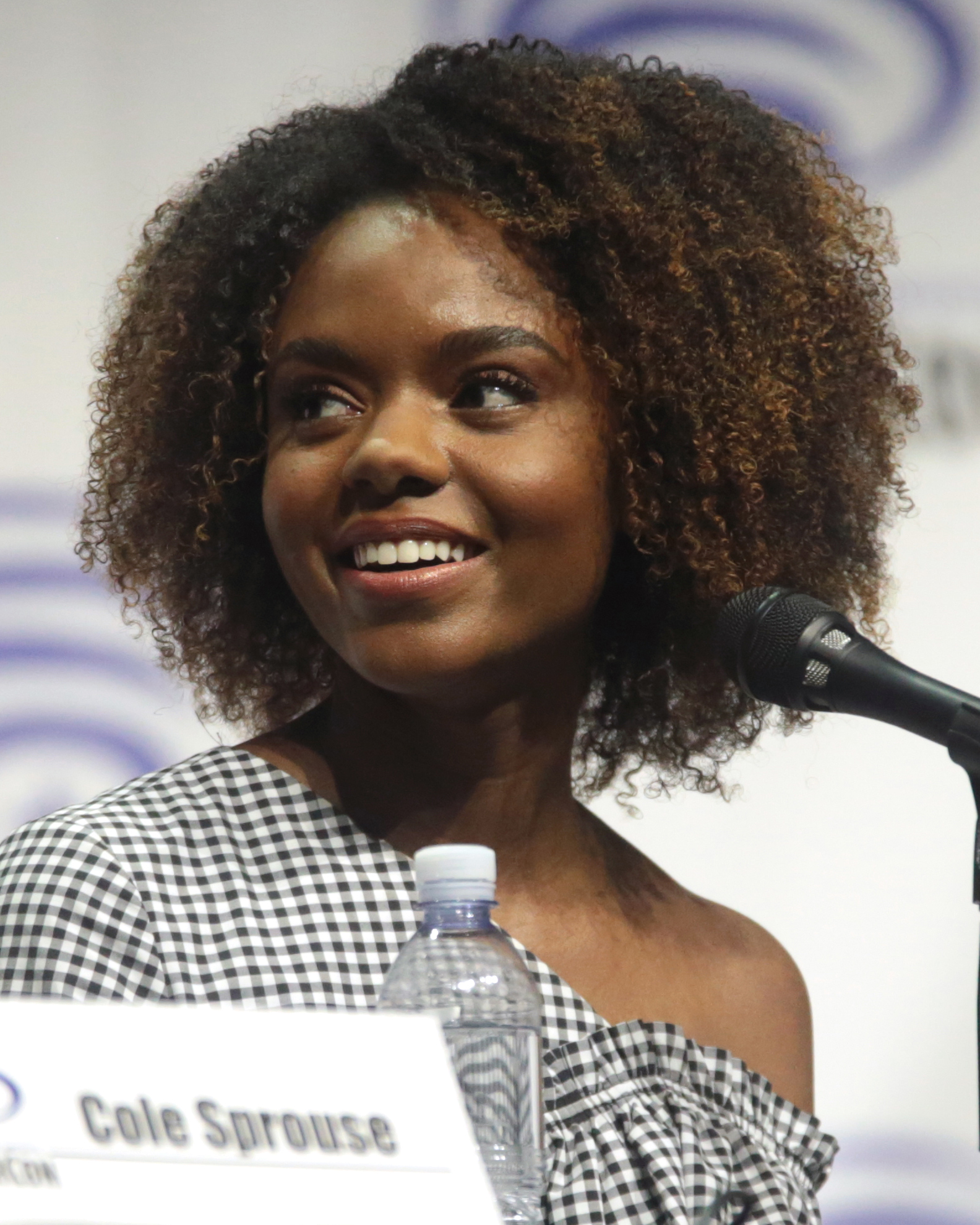
Ashleigh Murray

Josephine „Josie“ McCoy (dargestellt von Ashleigh Murray) ist die Tochter von Myles und Sierra McCoy. 
Josie ist Schülerin der Riverdale High School und war sowohl Leadsängerin als auch Gitarristin ihrer Band Josie and the Pussycats. Nachdem sie heimlich beschlossen hatte, eine Solokarriere zu starten, lösten Valerie Brown und Melody Valentine die Gruppe auf. Ihr Vater, ein Musiker, gab ihr den Namen Josephine, nach der verstorbenen Sängerin Josephine Baker. Aus diesem Grund kämpft sie oft um seine Anerkennung und versucht gleichzeitig, ihn zu beeindrucken. Im Gegensatz zu ihrem Vater fördert Josies Mutter Sierra ihre Talente, insbesondere ihre Band und ihre Musik, deutlich stärker.

### Alice Cooper

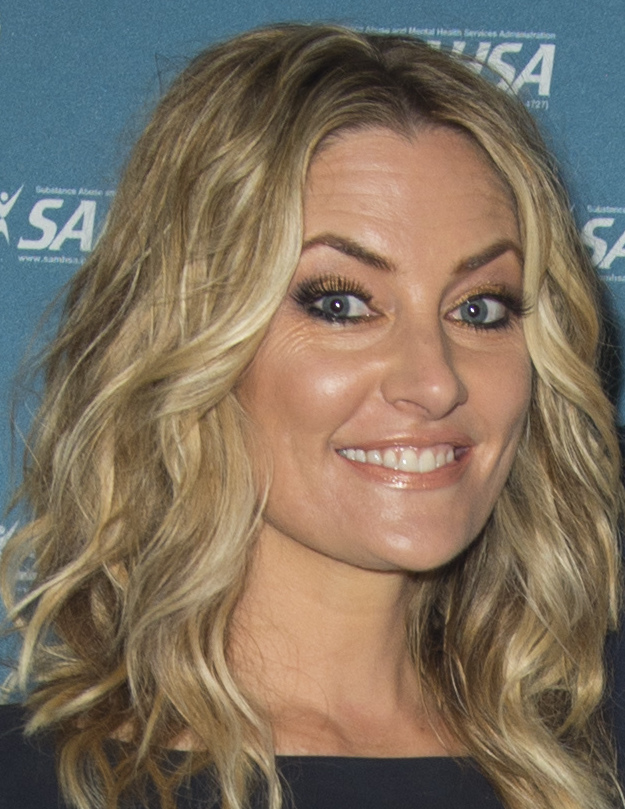
Mädchen Amick

Alice Susanna Cooper (geb. Smith) (dargestellt von Mädchen Amick) ist die Ex-Frau von Hal Cooper, Mutter von Charles Smith, Betty und Polly Cooper, Großmutter der Zwillinge von Jason und Polly und Herausgeberin und Miteigentümerin der Lokalzeitung The Riverdale Register. 
Alice wuchs auf der Südseite von Riverdale auf und besuchte die örtliche High School mit Hermione Lodge, Fred Andrews, FP Jones, Penelope Blossom, Hal Cooper, Hiram Lodge, Mary Andrews, Tom Keller und Sierra McKoy.

### Fred Andrews

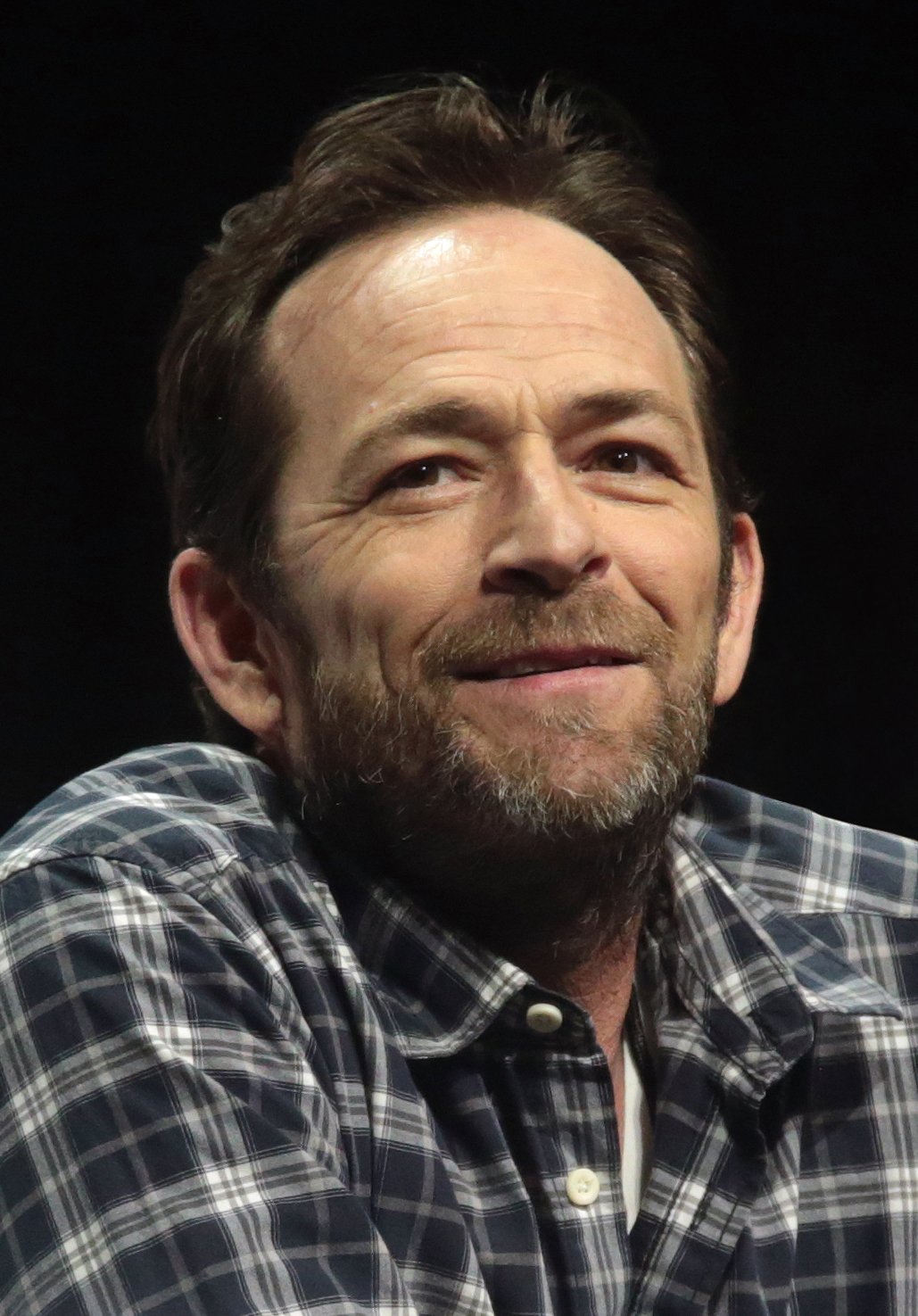
Luke Perry

Frederick Arthur „Fred“ Andrews (dargestellt von Luke Perry) war der Ex-Mann von Mary Andrews, Vater von Archie Andrews und Eigentümer von Andrews Construction. 
Fred wuchs in Riverdale auf und besuchte wie sein Sohn die örtliche High School, wo er enge Freunde wie F.P. Jones, Alice Cooper, Hermione Lodge, Penelope Blossom, Hal Cooper, Hiram Lodge, Mary Andrews, Tom Keller und Sierra McKoy hatte. Er war kurz mit Hermione zusammen, bis sie sich für Hiram entschied. Während dieser High-School-Zeit  verbrachten Fred und F. P. einen ganzen Sommer damit, einen alten DW-Bus zu reparieren, den sie später The Shaggin' Wagon nannten. Im Abschlussjahr gründeten er und F. P. eine Band namens The Fred Heads. Offenbar erregte Fred damit die Aufmerksamkeit vieler Frauen. Später heiratete er Mary Andrews, mit der sie ihr erstes und einziges Kind, Archie Andrews, zur Welt brachten. Diese Beziehung hielt jedoch nicht lange. Er und Mary trennten sich, was nicht einvernehmlich verlief, da die beiden Schwierigkeiten hatten, ohne Vermittler im selben Raum zu sein, und Mary zog nach Chicago.
Luke Perry starb im März 2019 an einem Schlaganfall. Infolge dessen starb Fred Andrews bei einem Unfall, als er einem Fremden half.

### Hiram Lodge

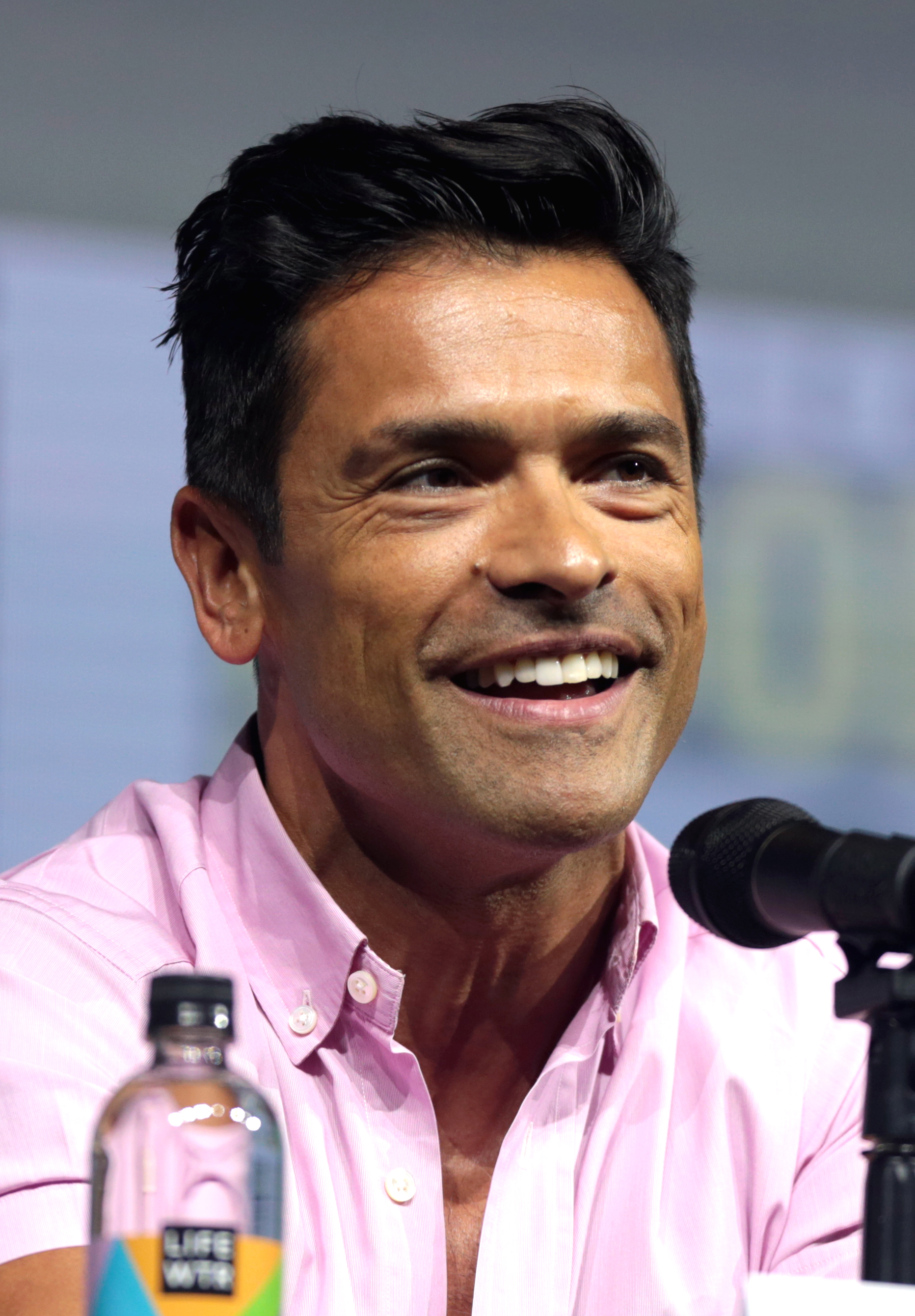
Mark Consuelos

Hiram Lodge (geboren als Jaime Luna) (dargestellt von Mark Consuelos) ist der Ex-Mann von Hermione Lodge, Vater von Hermosa und Veronica Lodge und CEO und Präsident von Lodge Industries.
Hiram wuchs in Riverdale auf, wo er als der reiche Junge bekannt war. Während dieser Zeit war er mit Hermione Gomez zusammen, die sich für ihn von Fred Andrews trennte. Neben seiner Beziehung zu Hermione entwickelte er während seiner Highschool-Zeit eine Rivalität mit Clifford Blossom. Später stellte sich heraus, dass Hiram während seiner Zeit an der Riverdale Highschool Landesmeister im Ringen wurde und für seine Leistung eine Trophäe erhielt. Nach dem Abschluss zogen er und Hermione nach New York City. Einige Zeit später heirateten sie und bekamen eine Tochter, Veronica. Sie lebten alle zusammen in New York und führten ein wohlhabendes, luxuriöses Leben. Ihr schickes Leben und ihr luxuriöser Lebensstil währten jedoch nicht ewig, da Hiram wegen Betrugs und Unterschlagung verhaftet wurde. Trotz seiner Inhaftierung führte Hiram seine Geschäfte und sein kriminelles Imperium hinter Gittern weiter. Er wurde aus dem Gefängnis entlassen und wohnt nun mit seiner Frau und seiner Tochter im Pembrooke in Riverdale. Seit seiner Entlassung hat er heimlich Pop's Chock'lit Shoppe gekauft und Pop Tate als Geschäftsführer eingestellt. Hiram ist außerdem Geschäftspartner von Fred Andrews und arbeitet gemeinsam am SoDale-Projekt. Er hat außerdem Riverdale übernommen, indem er alle Geschäfte und Grundstücke der Stadt gekauft hat, darunter die Southside High (die er für den Bau seines gewinnorientierten Gefängnisses nutzen wollte), das Riverdale Register und den Sunnyside Trailer Park. Er wollte auch, dass Fred Andrews für das Amt des Bürgermeisters von Riverdale kandidiert, aber als er die Kandidatur ablehnte, ließ er stattdessen seine Frau Hermine für das Bürgermeisteramt kandidieren. Hirams Absicht, bestand darin, Riverdale kontrollieren zu können. Hiram verfolgt weiterhin seine hinterhältigen Pläne und kontrolliert Riverdale, bis schließlich in der dritten Staffel sein Imperium zusammenbricht. Hiram wird schließlich von Sheriff F.P. Jones verhaftet und in dem Gefängnis eingesperrt, das er selbst erbaut hat. Obwohl er im Gefängnis ist, kann Hiram die Dinge nach seinem eigenen Ermessen manipulieren. So ließ er Hermine vom FBI verhaften, um sich an ihr und Veronica für ihren Verrat zu rächen. Hiram ist nicht nur ein sehr reicher, mächtiger Geschäftsmann, sondern auch ein Verbrecherboss und Drogenbaron. In Staffel 2 und 3 hat Hiram in ganz Riverdale erfolgreich die Drogen Fizzle Rocks und Jingle Jangle verkauft. In Staffel 4 wird enthüllt, dass Hiram eine weitere Tochter namens Hermosa Lodge hat, die er versteckt und geheim gehalten hat.
Consuelos trat der Serie in der zweiten Staffel bei.

### Kevin Keller

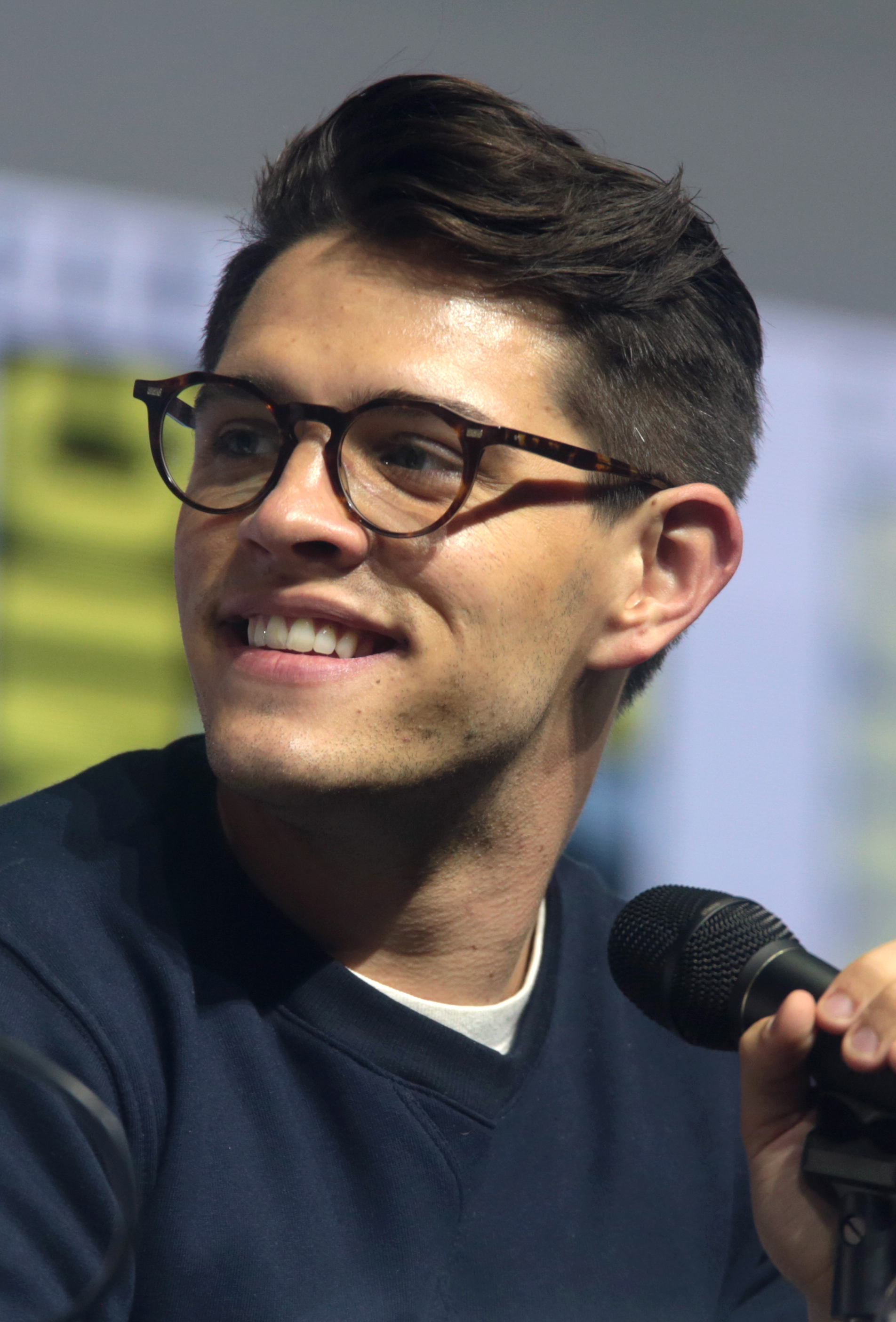
Casey Cott

Kevin Keller (dargestellt von Casey Cott) ist der Sohn von Tom und Mrs. Keller. 
Kevin ist im zweiten Jahr an der Riverdale High School und war der beste Freund von Betty Cooper. Außerdem ist er Veronicas bester Freund geworden. Kevin kämpft auch mit seiner Sexualität. Aus diesem Grund handelt Kevin oft rücksichtslos. Er war mit Joaquin zusammen und hatte eine Beziehung mit Moose Mason, aber Joaquin verließ Riverdale und erzwang die Trennung. Moose will sich nicht wie Kevin outen. Doch Kevin entwickelte immer stärkere Gefühle für Moose, aber er wurde immer ignoriert und zurückgewiesen, was ihn seelisch sehr belastet.
Im Finale der zweiten Staffel küssen sich Moose und er, nachdem sie über Midges Tod verärgert sind.
Cott wurde in der zweiten Staffel ein Hauptcharakter, nachdem er in der ersten Staffel immer wieder auftrat. 

### F.  P. Jones

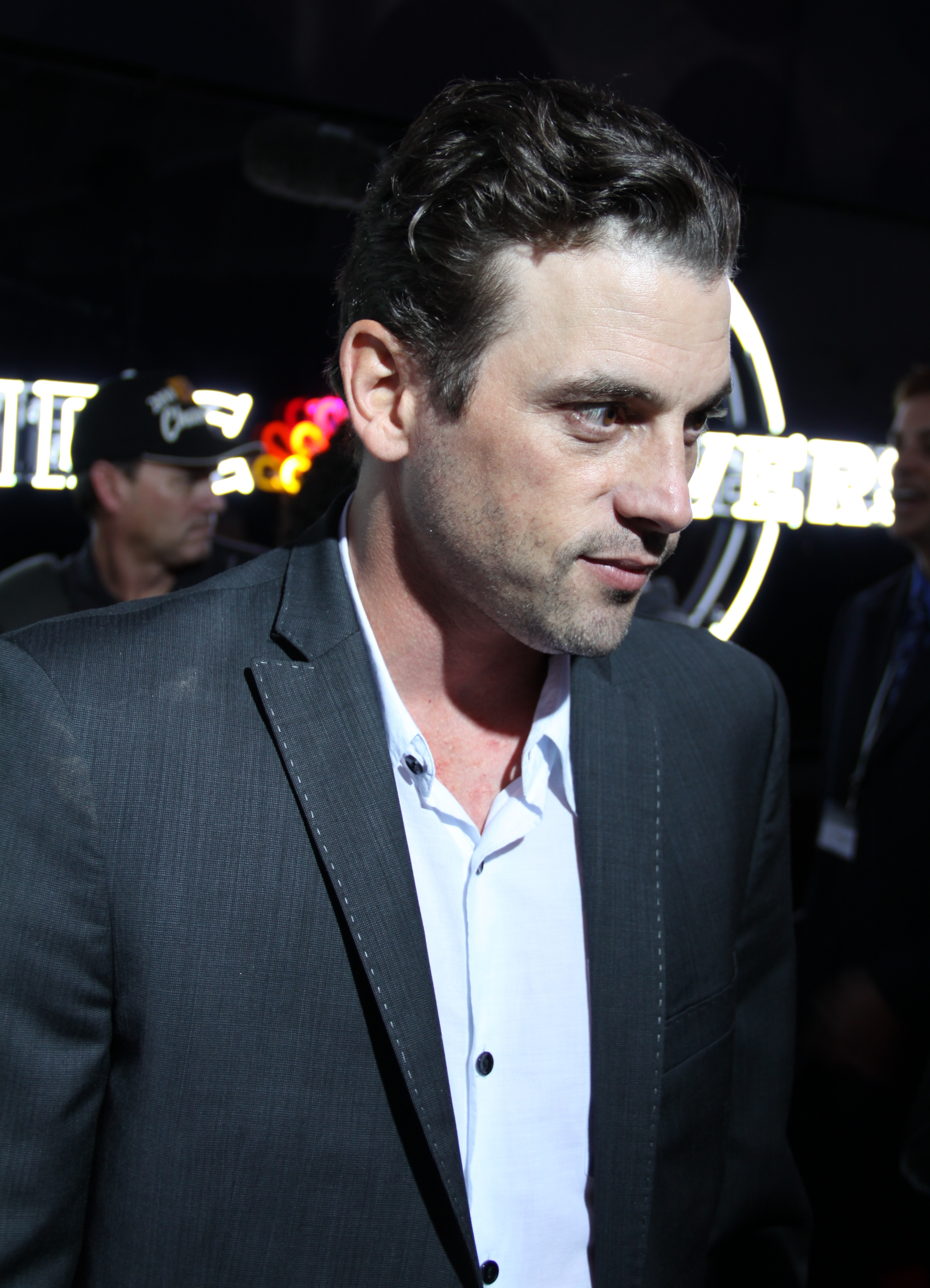
Skeet Ulrich

Forsythe Pendleton „F.  P.“ Jones II (dargestellt von Skeet Ulrich) ist der Ex-Mann von Gladys Jones, Vater von Jughead und Jellybean Jones sowie Charles Smith Jones und der Anführer der Southside Serpents.
F. P. wuchs in Riverdale auf und besuchte die Riverdale High School mit seinem besten Freund Fred Andrews, Mary Andrews, Penelope Blossom, Alice Cooper, Hal Cooper und Hermione Lodge. Mit 16 Jahren warf ihn sein Vater aus dem Haus. Er schloss sich den Southside Serpents an, die ihn als aufnahmen. Bald darauf meldete er sich bei der Armee. Nachdem er seinem Land gedient hatte, kehrte F. P. nach Riverdale zurück und machte bei den Serpents weiter. Später ging er jedoch in den Ruhestand und übergab den Platz des Anführers an Jughead und Betty. F.  P. und Fred Andrews gründeten später gemeinsam eine Baufirma, verdienten jedoch nicht genug, um über die Runden zu kommen. Zu dieser Zeit  hatte F. P. bereits geheiratet und war Vater von zwei kleinen Kindern, mit denen er und seine Frau häufig zum Twilight Drive-In fuhren. Da sie sich jedoch oft nicht für alle Kinder Essen leisten konnten, versteckten sich die Kinder im Kofferraum, bis sie geparkt hatten. Während Fred für seine Frau und seinen Sohn Archie sorgen musste, musste F. P. seine Familie und zahlreiche Krankenhausrechnungen bezahlen. Aus diesem Grund wurde F. P. in eine Reihe krimineller Aktivitäten verwickelt, die oft damit endeten, dass er verhaftet wurde und Fred ihn gegen Kaution freikaufen musste. Schließlich wurde er zu einer zu großen Belastung für die Firma und wurde von Fred zum Rücktritt gezwungen. Nach dem Verlust seines Arbeitsplatzes begann F. P. zu trinken, was zum Zerfall der Familie Jones führte. F. P.s Frau verließ ihn und nahm die gemeinsame Tochter mit nach Toledo, um bei den Großeltern der Kinder zu leben. Jughead lebte fortan in der Projektionskabine des Autokinos, wo er Arbeit gefunden hatte. F.  P. lebte schließlich allein im Sunnyside Trailer Park, wo er weiterhin trank. Dann wurde F. P. der Anführer der Southside Serpents, einer Biker-Gang. In der dritten Staffel wird er Sheriff von Riverdale, nachdem ihn Bürgermeister Lodge dazu ernannt hat. Derzeit lebt er in einer Lebensgemeinschaft mit seiner Highschool-Liebe Alice Cooper.
Ulrich wurde in der zweiten Staffel ein Hauptcharakter, nachdem er in der ersten Staffel immer wieder auftrat. 

### Reggie Mantle
Reginald „Reggie“ Mantle (dargestellt von Ross Butler (Staffel 1) und Charles Melton (ab Staffel 2)) ist Archies langjähriger Freund und Rivale, ein Footballspieler an der Riverdale High School. Er und Veronica begannen sich zu treffen, nachdem Archie die Stadt verlassen hatte, doch nach seiner Rückkehr hatte Veronica Schuldgefühle und wollte keine Beziehung mehr mit Reggie, allerdings kamen sie schließlich wieder zusammen.
Butler verließ die Serie nach der ersten Staffel aufgrund seiner Verpflichtungen als Mitglied der Hauptbesetzung von Tote Mädchen lügen nicht. Melton wurde für die Rolle des Reggie in der zweiten Staffel gecastet und wurde in der dritten Staffel in die Hauptbesetzung befördert.

### Antoinette "Toni" Topaz

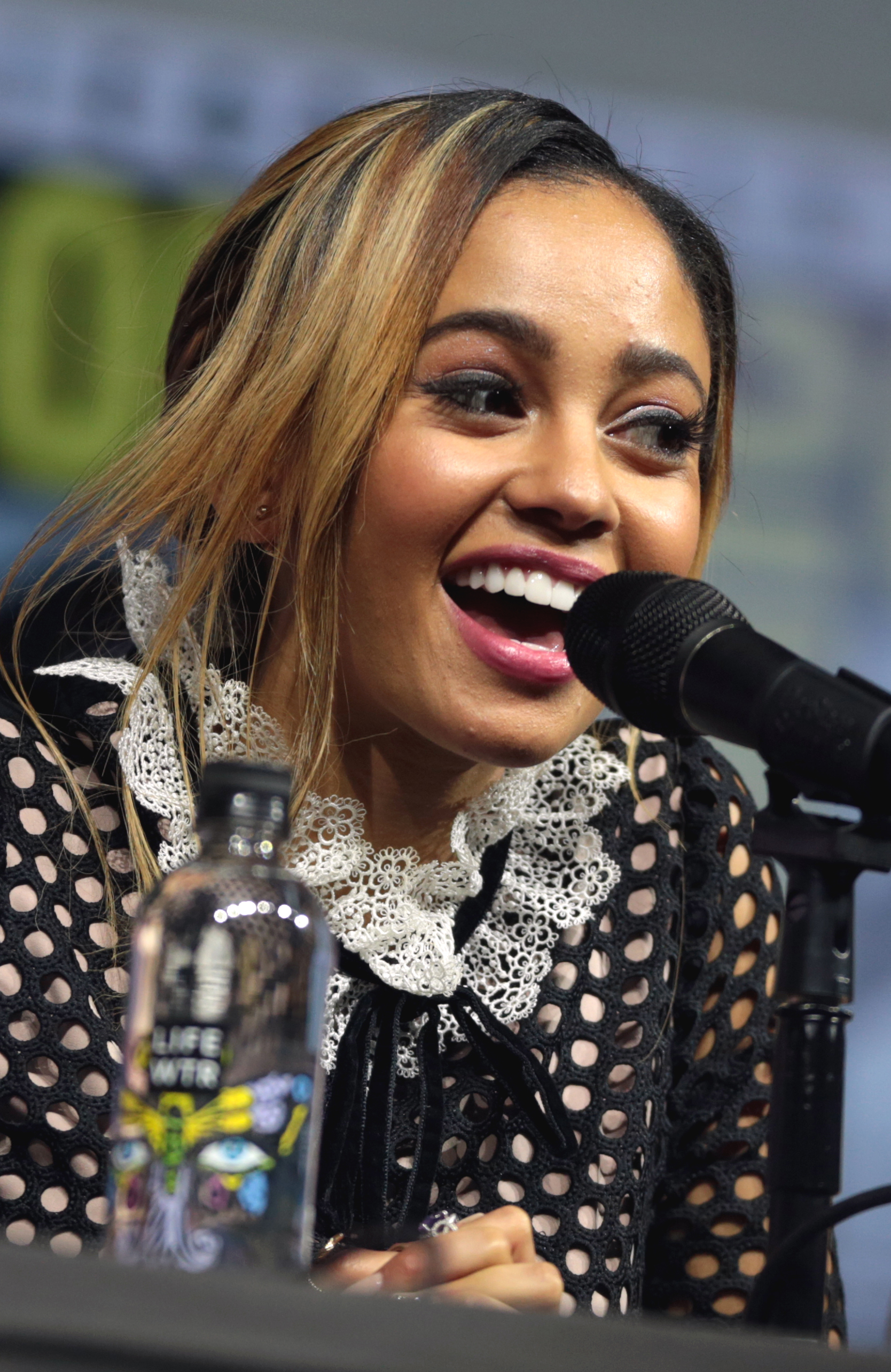
Vanessa Morgan

Antoinette „Toni“ Topaz (dargestellt von Vanessa Morgan) wird in Staffel 2 vorgestellt, als sie sich mit Jughead Jones anfreundet, als dieser anfängt, die Southside High zu besuchen. Ihre Familie sind Gründungsmitglieder der Southside Serpents, Riverdales berüchtigter Biker-Gang, deren Anführerin sie schließlich wird. Sie war Sozialarbeiterin und dann Vertrauenslehrerin an der Riverdale High, außerdem Barbesitzerin und Mitglied des Stadtrats. Sie ist bisexuell und hatte in Staffel 2 eine kurze Affäre mit Jughead und war in Staffel 6 mit Fangs zusammen, aber sie verbringt die meiste Zeit der Serie mit Cheryl und heiratet sie schließlich. Mit Fangs und Kevin hat sie einen Sohn namens Anthony.

### Fangs Fogarty
Fangs Fogarty (dargestellt von Drew Ray Tanner) ist ein Mitglied der Southside Serpents. Der Charakter wird in der zweiten Staffel eingeführt, als Jughead zur Southside High wechselt und sich den Serpents anschließt. Er ist bisexuell und hatte während der gesamten Highschool-Zeit eine On-Off-Beziehung mit Kevin und nach dem Abschluss sieben Jahre lang eine feste Beziehung. In Staffel 5 verloben sie sich und planen, mit Toni als Leihmutter ein Baby zu bekommen. Als Kevin sich trennt, kommen Fangs und Toni in Staffel 6 zusammen. In Staffel 7 wird Fangs dann mit dem Rest der Gruppe ins Jahr 1955 zurückgeschickt. Dort verliebt er sich in Midge Klump, die er schließlich heiratet und mit der er ein Baby bekommt, bevor er nur wenige Wochen nach seinem Abschluss bei einem tragischen Busunfall ums Leben kommt.

### Tabitha Tate
Tabitha Tate (dargestellt von Erinn Westbrook) ist die ehrgeizige, unternehmerisch begabte Enkelin von Pop Tate, die in die Stadt gekommen ist, um Pop's Chock'lit Shoppe zu übernehmen, in der Hoffnung, das legendäre Diner als Franchise verkaufen zu können. Sie freundet sich mit Jughead an, nachdem sie ihm einen Job gegeben und ihm bei seinen Ermittlungen und seinem Alkoholproblem geholfen hat. Die beiden verlieben sich ineinander. Sie freundet sich auch mit Betty, Veronica und Archie an und hilft ihnen bei ihrem Bestreben, Riverdale zu einem besseren Ort zu machen. Sie erlangt übernatürliche Kräfte und wird in Staffel 6 Riverdales Schutzengel. Sie kann Percival Pickens davon abhalten, Riverdale zu zerstören. Sie nutzt ihre Kräfte, um alle ins Jahr 1955 zurückzuschicken, bevor Baileys Komet Riverdale treffen kann, aber sie kann nicht dort bleiben und ihr Leben mit Jughead und ihren Freunden leben. Sie rettet die Zeitlinie und das Multiversum, gibt ihnen ihre Erinnerungen zurück, küsst Jughead zum Abschied und verschwindet dann.

## Wiederkehrende Figuren

### Tom Keller
- Martin Cummins als Tom Keller: Der Polizeisheriff der Stadt und Kevins Vater.

### Sierra McCoy
- Robin Givens als Sierra McCoy: Die Bürgermeisterin von Riverdale und Josies Mutter.

### Penelope Blossom
- Nathalie Boltt als Penelope Blossom: Cheryls und Jasons Mutter.

### Hal Cooper
- Lochlyn Munro als Hal Cooper: Pollys und Bettys Vater und Alice Coopers Ex-Mann.

### Floyd Clayton
- Colin Lawrence als Floyd Clayton: Chucks Vater und Trainer des Riverdale Bulldogs Football Teams.

### Waldo Weatherbee
- Peter James Bryant als Waldo Weatherbee: Der Rektor der Riverdale High School.

### Geraldine Grundy
- Sarah Habel als Geraldine Grundy: Die junge Musiklehrerin an der Riverdale High School, die im Sommer eine sexuelle Beziehung mit Archie hatte. In der vierten Folge der ersten Staffel wird enthüllt, dass Grundy nach ihrer Scheidung ihren Namen von Jennifer Gibson geändert hatte, um nach Riverdale zu ziehen, um einer missbräuchlichen Beziehung zu entkommen. Grundy ist nun von Riverdale weggezogen, um den Problemen wegen ihrer Beziehung zu Archie zu entgehen. In Staffel 2 wird sie dann ermordet.

### Chuck Clayton
- Jordan Calloway als Chuck Clayton: Ein Footballstar und Sportler an der Riverdale High School.

### Joaquin DeSantos
- Rob Raco als Joaquin DeSantos: Das jüngste Mitglied der Southside Serpents, das sich in einer romantischen Beziehung mit Kevin befindet.

### Melodie Valentine
- Asha Bromfield als Melody Valentine: Die Schlagzeugerin der beliebten Band Josie and the Pussycats.

### Elch Mason
- Cody Kearsley als Marmaduke „Moose“ Mason: Archies bisexueller Sportlerfreund.

### Valerie Brown
- Hayley Law als Valerie Brown: Die Songwriterin, Bassistin und Backgroundsängerin der beliebten Band Josie and the Pussycats und Archies Ex-Freundin.

### Ethel Muggs
- Shannon Purser als Ethel Muggs: Ein Opfer von Chuck Clayton.

### Jason Blossom
- Trevor Stines als Jason Blossom: Cheryls Zwillingsbruder, der ermordet wurde von seinem Vater.

### Tina Patel
- Olivia Ryan Stern als Tina Patel: Die superschlaue kleine Schwester der Archie-Comics-Figur Raj Patel und eine von Cheryls besten Freundinnen.

### Ginger Lopez
- Caitlin Mitchell-Markovitch als Ginger Lopez: Eine von Cheryls besten Freundinnen.

### Dilton Doiley
- Major Curda als Dilton Doiley: Der Anführer der Ranger Scouts der Stadt. Daniel Yang spielte Dilton in der Pilotfolge.

### Polly Cooper
- Tiera Skovbye als Polly Cooper: Bettys ältere Schwester und die Tochter von Alice und Hal Cooper. Sie wurde schwanger durch Jason Blossom und bekam Zwillinge.

### Clifford Blossom
- Barclay Hope als Clifford Blossom: Cheryls und Jasons Vater.

### Nana Rosenblüte
- Barbara Wallace als Roseanne „Rose“ Blossom: Cheryls und Jasons Großmutter.

### Pop Tate
- Alvin Sanders als Pop Tate: Der Besitzer des örtlichen Restaurants, Pop's Chock'lit Shoppe.

### Smithers
- Tom McBeath als Smithers: Der Butler der Familie Lodge.

### Mary Andrews
- Molly Ringwald als Mary Andrews: Archies Mutter, die Archie und Fred verließ, um nach Chicago zu gehen.

### Gerald „Tall Boy“ Petite
- Scott McNeil als Gerald „Tall Boy“ Petite: F. P.s rechte Hand, der später der De-facto-Anführer der Southside Serpents wird.

### Midge Klump
- Emilija Baranac als Midge Klump: Mooses Freundin und Mitglied der Cheerleader-Gruppe der Riverdale High School.

### Penny Peabody
- Brit Morgan als Penny Peabody: Ein Mitglied der Southside Serpents, das Jughead erpresst.

### Andre
- Stephan Miers als Andre: Der Capo und persönliche Assistent der Familie Lodge.

### Sweet Pea
- Jordan Connor als Sweet Pea: Ein Mitglied der Southside Serpents, das sich mit Jughead anfreundet.

### Nick St. Clai
- Graham Phillips als Nick St. Clair: Ein hinterhältiger, Unruhe stiftender Junge aus Veronicas Vergangenheit, der nach Riverdale kommt, um sie zurückzugewinnen.

### Malachai
- Tommy Martinez als Malachai: Der Anführer der rivalisierenden Gang der Southside Serpents, der Ghoulies.

### Joseph Svenson
- Cameron McDonald als Joseph Svenson: Der Hausmeister der Riverdale High School und insbesondere der einzige Überlebende des Massakers der Familie Conway, das durch den Riverdale Reaper verübt wurde.

### Schwester Woodhouse
- Beverley Breuer als Schwester Woodhouse: Die Anführerin der Schwestern der stillen Gnade.

### Schicker Cooper
- Hart Denton als Chic: Ein Betrüger, von dem man zunächst glaubt, er sei der Sohn von Alice Cooper.

### Arthur Adams
- John Behlmann als Arthur Adams: Hermine Lodges Mitarbeiter, den sie damit beauftragt, Druck auf Archie auszuüben, um seine Loyalität zu testen.

### Claudius Blossom
- Barclay Hope als Claudius Blossom: Cheryls und Jasons Onkel und Clifford Blossoms entfremdeter Zwillingsbruder.

### Sheriff Minetta
- Henderson Wade als Michael Minetta: Der neue Polizeisheriff der Stadt, der Kellers Platz einnimmt.

### Elio Grande
- Julian Haig als Elio Grande: Ein reicher Mann, der ein Interesse an Veronica Lodge zu haben scheint und ihr gerne hilft.

### Marty Mantle
- Matthew Yang King als Marty Mantle: Reggie Mantles gewalttätiger Vater und Mitglied des Midnight Club.

### Evelyn Evernever
- Zoé De Grand Maison als Evelyn Evernever: Edgars Frau, die sich für Betty interessiert.

### Direktor Samuel Norton
- William MacDonald als Direktor Norton: Der Direktor des Jugendgefängnisses Leopold und Loeb.

### Golightly
- Link Baker als Captain Golightly: Ein Häftling im Jugendgefängnis Leopold and Loeb.

### Dr. Curdle Jr.
- Nikolai Witschl als Dr. Curdle Jr.: Ein Arzt, der seinen Vater Dr. Curdle nach dessen Tod ersetzt.

### Munroe Moore
- Eli Goree als Mad Dog: Direktor Nortons Lieblingshäftling im Jugendgefängnis Leopold and Loeb, bis Archie eintrifft.

### Gladys Cooper
- Gina Gershon als Gladys Jones : F. P.s Ex-Frau und Mutter von Jughead und Jellybean

### Jellybean „JB“ Jones
- Trinity Likins als Forsythia Jellybean „JB“ Jones: Jugheads jüngere Schwester und die Tochter von F. P. und Gladys.

### Peaches 'N Cream
- Bernadette Beck als Peaches 'N Cream: Eine Schülerin der Riverdale High School und Mitglied der Pretty Poisons.

### Kurtz
- Jonathan Whitesell als Kurtz: Ein Schüler der Riverdale High School und ehemaliges Mitglied der Southside Serpents und der Gargoyle Gang.

### Ricky DeSantos
- Nico Bustamante als Ricardo „Ricky“ DeSantos: Joaquins jüngerer Bruder und Mitglied der Gargoyle Gang.

### Edgar Evernever
- Chad Michael Murray als Edgar Evernever: Evelyns Vater und der rätselhafte Anführer der sektenähnlichen Gruppe namens „The Farm“.

### Charles Smith
- Wyatt Nash als Charles Smith: Ein FBI-Agent und unehelicher Sohn von Alice und FP Jones.

### Holden Honey
- Kerr Smith als Mr. Holden Honey, der neue Direktor der Riverdale High.

### Rupert Chipping
- Sam Witwer als Rupert Chipping, ein Lehrer an der Stonewall Prep, der Jughead für das Schreibseminar rekrutiert.

### Bret Weston Wallis
- Sean Depner spielt Bret Weston Wallis, einen ehrgeizigen Schüler der Stonewall Prep, der Feind von Jughead ist.

### Donna Sweett
- Sarah Desjardins als Donna Sweett, eine Studentin an der Stonewall Prep.

### Hermosa Lodge
- Mishel Prada als Hermosa Lodge, eine Privatdetektivin aus Miami. Sie ist Hirams uneheliche Tochter und Veronicas Halbschwester.

### Frank Andrews
- Ryan Robbins als Frank Andrews, Fred Andrews‘ jüngerer Bruder und Archies Onkel, der nach Riverdale zurückgekehrt ist.

### Francis DuPont
- Malcolm Stewart als Francis Dupont, Begründer der Baxter Brothers-Buchreihe. Später stellt sich heraus, dass er die Idee von Jugheads Großvater an der Stonewall Prep gekauft hatte.

### Forsythe Pendleton Jones I
- Timothy Webber als Forsythe Pendleton Jones I, Vater von FP Jones und Großvater von Jughead.

### Eric Jackson
- Sommer Carbuccia als Eric Jackson, ein Korporal der US-Armee, der während des Krieges von Archie gerettet wurde.

### Glen Scot
- Greyston Holt als Glen Scot, ein FBI-Agent, der eine romantische Beziehung mit Betty hatte.

### Chad Gekko
- Chris Mason als Chadwick „Chad“ Gekko, Veronicas kontrollsüchtiger und eifersüchtiger Ehemann, der an der Wall Street arbeitet. Mason ersetzt Reid Prebenda, der die Figur in Katy Keene spielt.

### Minerva-Marmor
- Adeline Rudolph als Minerva Marble, eine Kunstschätzerin, die sich für die Kunstsammlung der Familie Blossom interessiert.

### Anthony Fogarty
- Ass Rudy Allan Carter als Anthony Fogarty, der Sohn von Toni und Fangs, der zuvor der Sohn von Kevin und Fangs war, aber aufgrund der Trennung von Kevin und Fangs das alleinige Sorgerecht für ihn übernahm.

### Julian Blossom
- Nicholas Barasch als Julian Blossom, Cheryls Zwillingsbruder im Jahr 1955

### Clay Walker
- Karl Walcott als Clay Walker, ein neuer Schüler an der Riverdale High School, der Kevins Liebhaber wird

## Gastcharaktere

### Eingeführt in der ersten Staffel
- Mackenzie Gray als Dr. Curdle: Ein Arzt, der Alice Cooper hilft, indem er ihr Autopsien zeigt.
- Adain Bradley als Trev Brown: Valeries jüngerer Bruder.
- Raúl Castillo als Oscar Castillo: Ein erfolgreicher Songwriter aus New York.
- Reese Alexander als Myles McCoy: Josies Vater und Sierras Ex-Mann.
- Alison Araya als Ms. Weiss: Eine Sozialarbeiterin, die Jugheads Fall erhält.

### Eingeführt in der zweiten Staffel
- MC Gainey als Paul „Poppa Poutine“ Boucher: Einer von Hirams Geschäftspartnern.
- Harrison MacDonald als Cassidy Bullock: Ein Mann, der von Andre getötet wird. Archie wird jedoch später von Hiram Lodge als sein Mörder dargestellt.
- Azura Skye als Darla: Eine Frau, die Alice und Betty droht.
- Andre Tricoteux als „Small Fry“ Boucher: Paul „Poppa Poutine“ Bouchers Sohn, der nach Riverdale kommt, um sich an den Lodges für den Mord an seinem Vater zu rächen.

### Eingeführt in der dritten Staffel
- Penelope Ann Miller als Ms. Wright: Die Bezirksstaatsanwältin, die für die Verfolgung des Mordfalls Archie zuständig ist.
- Simon C. Hussey als Marcus Mason: Mooses Vater und RROTC-Ausbilder.
- Connor Paton als Brandon „Baby Teeth“ Morris: Ein Insasse im Jugendgefängnis Leopold and Loeb.
- Kelly Ripa als Mrs. Mulwray: Hiram Lodges angebliche Geliebte.
- Darcy Hinds als Randy Ronson: Elio Grandes Kämpfer, der im Ring gegen Archie kämpft.
- Anna Van Hooft als Ms. Ronson: Randy Ronsons Schwester, die Archie für den Tod ihres Bruders verantwortlich macht.

### Eingeführt in der fünften Staffel
- AC Bonifacio als Star Vixen

## Crossover-Gastcharaktere
- Ty Wood als Billy Marlin: Ein Sportler aus Greendale. Billy erschien in Folge 67 in der vierten Staffel und ist eine Figur aus Chilling Adventures of Sabrina.

- Lucy Hale als Katy Keene: Eine aufstrebende Modedesignerin aus New York City und Veronicas Freundin. Katy erschien in Kapitel 69 in der vierten Staffel und ist eine Figur aus Katy Keene.  Die Figur hatte auch einen Cameo-Auftritt in Kapitel 84 in der fünften Staffel.
- Zane Holtz als KO Kelly: Ein Boxer und Katys langjähriger Freund. KO erschien in Kapitel 77 in der fünften Staffel und in Kapitel 105 in der sechsten Staffel. Er ist eine Figur aus Katy Keene.
- Ryan Faucett als Bernardo Bixby: Ein Feuerwehrmann aus New York City. Bernardo erschien in Kapitel 83 in der fünften Staffel und ist eine Figur aus Katy Keene.
- Camille Hyde als Alexandra „Xandra“ Cabot: Eine einflussreiche New Yorker Prominente und Senior Vice President von Cabot Entertainment. Alexandra trat in Kapitel 91 in der fünften Staffel und 117 in der sechsten Staffel auf und ist eine Figur von Katy Keene.

- Kiernan Shipka als Sabrina Spellman: Eine Hexe und Teenagerin aus Greendale und die Tochter des Dunklen Lords. Sabrina erschien in Kapitel 99 und Kapitel 114 in der sechsten Staffel und ist eine Figur aus Chilling Adventures of Sabrina.
- Cole Sprouse als Nicholas „Nick“ Scratch: Nick erschien auch in Kapitel 114. Nick ist eine Figur aus Chilling Adventures of Sabrina. In Riverdale erweckte Sabrina ihn mithilfe von Jugheads Körper wieder zum Leben.[1]